# Famila Basket Schio 2024-2025
Questa voce raccoglie le informazioni riguardanti la Famila Basket Schio nelle competizioni ufficiali della stagione 2024-2025.

## Stagione
La stagione 2024-2025 è stata la trentatreesima consecutiva che la squadra scledense ha disputato in Serie A1.

## Verdetti stagionali
Competizioni nazionali
- Serie A1: (30 partite)

stagione regolare: 1º posto su 11 squadre (19-1);
play-off: vince contro O.ME.P.S. Battipaglia (2-0)
semifinali:  vince contro Alama San Martino di Lupari (2-0)
partite di finale: finale vinta contro Venezia (3-2)
- Coppa Italia: (2 partite)

finale vinta contro Venezia (54-45).
- Supercoppa italiana: (1 partita)

finale persa contro Venezia (88-81).
Competizioni europee
- EuroLega: (15 partite)

stagione regolare, primo round: secondo posto nel gruppo A (4-2);
stagione regolare, secondo round: secondo posto nel gruppo E (5-1);
play-ins: perso contro Fenerbahce (0-2).
Final Six: perso contro ZVVZ USK Praha (0-1).
Classifica finale: 5º posto.

## Organigramma societario
Staff dirigenziale 
- Presidente: Marcello Cestaro
- General Manager: Paolo De Angelis
- Responsabile Amministrativo: Maurizio Pozzan
- Responsabile Logistica: Giorgio Dalle Ore
- Club Manager: Ciro Scauzillo
- Responsabile Marketing: Nicolò Dalle Molle,Daniel Bertacche,Pablo Marcato,Paolo Marcato

 Staff tecnico 
- Allenatore: Georgios Dikaioulakos
- Assistente: Petros Prekas
- Assistente: Alessandro Fontana
- Preparatore atletico: Caterina Todeschini

 Staff medico 
- Medico: Giovanni Sambo
- Fisioterapista: Daniele Petroni
- Massaggiatore: Aldo Lucchin
- Osteopata: Giampaolo Cau

## Roster
| Famila Basket Schio | Famila Basket Schio |
| Giocatrici          | Staff tecnico       |
| ------------------- | ------------------- |

| 1  | Ungheria (bandiera)   | C  | Dorka Juhász        | 1999 | 193 cm |  |  |
| 4  | Italia (bandiera)     | C  | Martina Bestagno    | 1990 | 189 cm |  |  |
| 6  | Italia (bandiera)     | PG | Giorgia Sottana (C) | 1988 | 178 cm |  |  |
| 7  | Italia (bandiera)     | PG | Carlotta Zanardi    | 2005 | 180 cm |  |  |
| 8  | Italia (bandiera)     | PG | Costanza Verona     | 1999 | 170 cm |  |  |
| 10 | Italia (bandiera)     | PG | Ilaria Panzera      | 2002 | 180 cm |  |  |
| 13 | Francia (bandiera)    | G  | Janelle Salaün      | 2001 | 188 cm |  |  |
| 14 | Italia (bandiera)     | G  | Martina Crippa      | 1989 | 178 cm |  |  |
| 18 | Croazia (bandiera)    | PG | Ivana Dojkic        | 1997 | 180 cm |  |  |
| 22 | Italia (bandiera)     | C  | Olbis Futo Andrè    | 1998 | 192 cm |  |  |
| 24 | Slovacchia (bandiera) | C  | Zsofia Hruscakova   | 1995 | 190 cm |  |  |
| 31 | Italia (bandiera)     | C  | Jasmine Keys        | 1997 | 192 cm |  |  |
| 33 | Lettonia (bandiera)   | G  | Kitija Laksa        | 1996 | 182 cm |  |  |
| 52 | Romania (bandiera)    | G  | Raisa Simion        | 2007 | 190 cm |  |  |

| Allenatore                                                                                       |
| - Georgios Dikaioulakos                                                                          |
| Assistente/i                                                                                     |
| - Petros Prekas - Alessandro Fontana Legenda - (C) Capitano Roster Aggiornato al: 15 maggio 2025 |

## Statistiche

### Statistiche delle giocatrici
Campionato (stagione regolare e play-off)
| Giocatrice        | Partite | Partite | Min. | Pun | Tiri da 2 | Tiri da 2 | Tiri da 2 | Tiri da 3 | Tiri da 3 | Tiri da 3 | Tiri Liberi | Tiri Liberi | Tiri Liberi | Rimbalzi | Rimbalzi | Rimbalzi | Palle | Palle | Stopp. | Stopp. | Ass | Falli | Falli | Val. |
| Giocatrice        | Pr      | PG      | Min. | Pun | R         | T         | %         | R         | T         | %         | R           | T           | %           | D        | O        | T        | P     | R     | S      | D      | Ass | F     | S     | Val. |
| ----------------- | ------- | ------- | ---- | --- | --------- | --------- | --------- | --------- | --------- | --------- | ----------- | ----------- | ----------- | -------- | -------- | -------- | ----- | ----- | ------ | ------ | --- | ----- | ----- | ---- |
| Olbis Futo Andrè  | 30      | 29      | 631  | 253 | 113       | 166       | 68        | 1         | 3         | 33        | 24          | 39          | 62          | 115      | 84       | 199      | 32    | 40    | 2      | 21     | 38  | 58    | 41    | 430  |
| Martina Bestagno  | 30      | 29      | 489  | 164 | 50        | 85        | 59        | 8         | 29        | 28        | 40          | 62          | 65          | 75       | 47       | 122      | 24    | 12    | 2      | 2      | 27  | 37    | 70    | 256  |
| Martina Crippa    | 9       | 9       | 155  | 41  | 3         | 10        | 30        | 9         | 24        | 38        | 8           | 8           | 100         | 12       | 11       | 23       | 4     | 9     | 1      |        | 15  | 12    | 5     | 54   |
| Dorka Juhász      | 23      | 22      | 399  | 164 | 31        | 91        | 34        | 22        | 74        | 30        | 36          | 46          | 78          | 42       | 13       | 55       | 45    | 16    | 2      | 3      | 61  | 41    | 45    | 134  |
| Zsofia Hruscakova | 1       | 1       | 22   | 8   | 4         | 8         | 50        |           |           |           |             |             |             | 2        | 1        | 3        | 1     |       |        |        | 1   | 4     |       | 3    |
| Dorka Juhász      | 25      | 23      | 530  | 206 | 79        | 143       | 55        | 6         | 29        | 21        | 30          | 55          | 55          | 168      | 58       | 226      | 30    | 20    | 12     | 14     | 38  | 26    | 64    | 388  |
| Jasmine Keys      | 30      | 29      | 640  | 203 | 55        | 118       | 47        | 19        | 64        | 30        | 36          | 54          | 67          | 98       | 47       | 145      | 37    | 22    | 2      | 21     | 55  | 54    | 75    | 302  |
| Kitija Laksa      | 28      | 28      | 718  | 344 | 61        | 133       | 46        | 62        | 160       | 39        | 36          | 41          | 88          | 58       | 21       | 79       | 18    | 22    | 11     | 4      | 28  | 49    | 40    | 264  |
| Ilaria Panzera    | 18      | 13      | 176  | 38  | 10        | 22        | 45        | 5         | 25        | 20        | 3           | 3           | 100         | 9        | 15       | 24       | 11    | 8     |        | 2      | 9   | 19    | 4     | 23   |
| Janelle Salaün    | 30      | 30      | 802  | 415 | 98        | 182       | 54        | 56        | 135       | 41        | 51          | 68          | 75          | 135      | 46       | 181      | 53    | 22    | 4      | 8      | 54  | 69    | 89    | 463  |
| Raisa Simion      | 4       | 2       | 9    | 7   | 2         | 4         | 50        | 1         | 1         | 100       |             |             |             | 1        |          | 1        | 1     |       |        |        |     | 1     |       | 4    |
| Giorgia Sottana   | 30      | 26      | 455  | 180 | 42        | 85        | 49        | 24        | 66        | 36        | 24          | 30          | 80          | 39       | 11       | 50       | 43    | 12    | 2      | 2      | 100 | 40    | 30    | 198  |
| Costanza Verona   | 30      | 30      | 598  | 253 | 84        | 166       | 51        | 22        | 83        | 27        | 19          | 28          | 68          | 84       | 36       | 120      | 68    | 26    | 2      | 4      | 142 | 66    | 47    | 304  |
| Carlotta Zanardi  | 30      | 26      | 403  | 113 | 25        | 58        | 43        | 14        | 46        | 30        | 21          | 31          | 68          | 39       | 23       | 62       | 21    | 15    |        | 2      | 75  | 31    | 33    | 173  |